# Aus dem Nichts

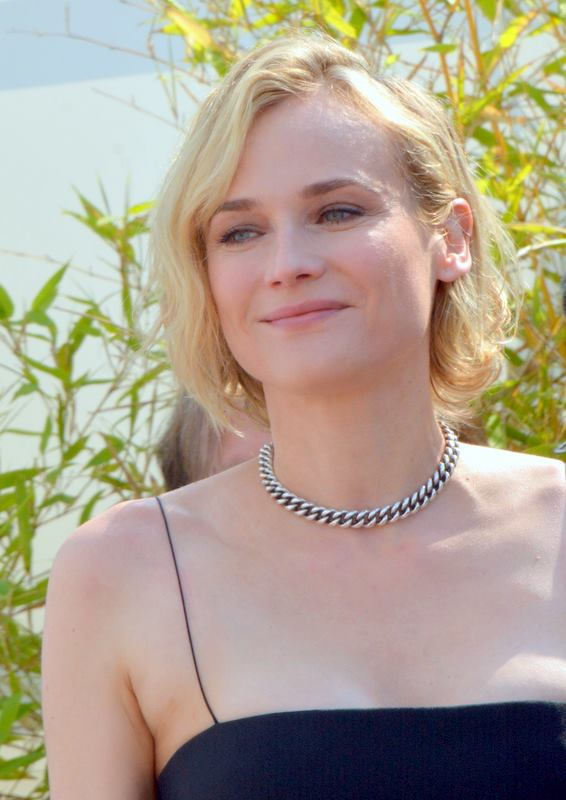
Diane Kruger en el festival de Cannes ese mismo 2017

Aus dem Nichts (De la nada), también conocida como En la sombra,  es el nombre de una película alemana de 2017, dirigida por Fatih Akin y protagonizada por Diane Kruger, que fue seleccionada para competir por la Palma de Oro en el Festival de Cannes. En ese mismo festival, Diane Kruger ganó el galardón a la mejor interpretación femenina. La película también fue seleccionada para representar a Alemania en los Premios Oscar.

## Sinopsis
Katja es una mujer que vive con su esposo Nuri Sekerci y su hijo de cinco años en la ciudad de Hamburgo. Ella conoció a Nuri años atrás cuando era estudiante, y se casó con él cuando éste se encontraba detenido en la cárcel. Ella accedió a que se llevaran a cabo los trámites para la boda, aunque sus padres no estaban de acuerdo. Desde el nacimiento de su hijo Rocco, Nuri dejó el tráfico de drogas, estudió administración de empresas mientras estuvo en la cárcel y desde entonces comenzó a trabajar en la ciudad, en una oficina de traducción y de impuestos.
Un día, ella deja a su hijo en la oficina de su marido mientras se ocupa de otros asuntos. Cuando Katja regresa por la noche descubre que la calle está bloqueada. Luego se acerca un policía y le informa de que un hombre y un niño han muerto debido a un atentado con bomba. El análisis del ADN confirma que las víctimas son su esposo y su hijo. 
Poco antes del atentado, Katja vio a una joven rubia y notó que no encadenó su bicicleta a la barandilla, aunque la bicicleta parecía nueva. La cesta de la bicicleta contenía un paquete negro. Ella le dice a la policía lo que vio, pero su investigación inicialmente se centra en la venganza de los narcotraficantes. Katja sospecha que el origen kurdo de su marido podría tener algo que ver con el ataque. Sin embargo, la policía detiene a dos sospechosos, André y Edda Möller, una joven pareja neonazi con conexiones internacionales, y la fiscalía los acusa de doble asesinato basándose en pruebas supuestamente irrefutables.
En la última audiencia judicial, un experto científico describe todos los horribles detalles del ataque con bomba. Katja asiste con el abogado Danilo Fava. También conoce al padre de André Möller, quien no se desespera por el delito de su hijo y la invita a tomar café y tarta. Los dibujos de su hijo y la pequeña ancla de plástico de su barco pirata en el baño le traen a Katja los recuerdos que le quedan de Rocco y Nuri; ella está tan desesperada que no ve ninguna razón para seguir viviendo, pero luego Katja decide que quiere justicia y venganza.

## Reparto
- Diane Kruger como Katja Sekerci.
- Denis Moschitto como Danilo Fava.
- Johannes Krisch como Haberbeck.
- Ulrich Tukur como Jürgen Möller.
- Samia Chancrin como Birgit.
- Numan Acar como Nuri Sekerci.
- Rafael Santana como Rocco Sekerci.

## Producción

### El personal y los fondos
La película fue dirigida por Fatih Akin , quien junto con Hark Bohm escribió el guion para la película. La película fue producida por firefighter internacional en coproducción con Warner Bros. La película recibida del gobierno alemán y por el Fondo de Cine de Hamburgo Schleswig-Holstein, tuvo una ayuda a la producción en la cantidad de 500.000 euros y el cine y los medios NRW una cantidad estimada de 250.000 euros.
Akin subdividió la película en tres capítulos. La familia, al comienzo de la película es el drama emocional de la pérdida y el dolor, la justicia muestra el proceso y la última parte se llama el mar.

### Casting
El papel principal en la película de suspenso estuvo a cargo de Diane Kruger, el director de la película, Akin, en 2012 después del estreno de su película se reunió y le dijo directamente que sería un gran honor en trabajar con ella. Kruger, con la nada Por primera vez una película filmada en su carrera exclusivamente en alemán, dice de su papel: "Tenía miedo de desempeñar este papel. Vivimos en un momento en que siempre hay ataques terroristas. Escuchamos el número de víctimas, pero no sabemos la historia de los sobrevivientes ". 

### Rodaje
En octubre de 2016, se estableció la estación de policía en el Bruno-Georges-Platz en Alsterdorf. Al igual que las películas anteriores dirigidas por Fatih Akin, con su camarógrafo Rainer Klausmann, decidió llevar a cabo el rodaje en la ciudad de Hamburgo. El rodaje comenzó el 20 de octubre de 2016 y terminó el 21 de noviembre de 2016. 

## Reconocimiento
- 2017: Festival de Cannes: Mejor actriz (Diane Kruger)
- 2018: Ganadora de los Globo de Oro a la mejor película de Habla no Inglesa